# Cmentarz choleryczny w Opolu
Cmentarz choleryczny w Opolu – nekropolia położona w dzielnicy Nowa Wieś Królewska, na skrzyżowaniu ulic św. Jacka, Struga i Granicznej.

## Powstanie i pochówki
Założono go jako cmentarz pomocniczy w 1831 roku, podczas epidemii cholery. Powstał szybko, w ciągu kilku tygodni, i pochowano na nim zaledwie 83 osoby. Wśród osób, które tutaj spoczęły, jest m.in. Wilhelm Thau, właściciel browaru na Breslauerplatz (obecnie plac Piłsudskiego), Franz Adamczyk, królewski powiatowy radca sądowy, oraz żona doktora Zedlera, lekarza miejskiego, który był jednym z tych, którzy usiłowali epidemię zwalczyć (wydawał nawet gazetę temu poświęconą). Ostatni pochówek odbył się około roku 1880.

## Stan obecny
Jest to jeden z najstarszych zachowanych do dzisiaj cmentarzy opolskich, choć prawie nic z niego nie zostało. Otoczony jest murem, przy którym znajduje się kapliczka św. Jana Nepomucena. Sam teren cmentarza porośnięty jest rzadkim drzewostanem, żaden nagrobek nie zachował się w całości w macierzystej lokalizacji. Kilkanaście, przewróconych lub uszkodzonych, zarośniętych jest w mniejszym lub większym stopniu roślinnością. W kilku miejscach widać również osuniętą ziemię w miejscu grobów.